# Rhode Island Medical Society Building
El Rhode Island Medical Society Building es un edificio comercial histórico en la ciudad Providence, la capital del estado de Rhode Island (Estados Unidos). Es un edificio de ladrillo de dos pisos del Renacimiento federal, diseñado por Clarke, Howe & Homer, y construido en 1911–12. Tiene una fachada principal de cinco tramos y un tramo inclinado hacia el sur. La entrada principal está empotrada bajo una entrada de piedra fundida. La Sociedad Médica de Rhode Island se fundó en 1812 y es una de las sociedades médicas más antiguas del país. Sirvió como sede desde 1912 hasta 2002. Fue renovado en 2010 y ahora está ocupado por Moran Shipping Agencies Inc. En 1984, el edificio se incluyó de forma independiente en el Registro Nacional de Lugares Históricos.